# Oligosoma striatum
Espèce
Synonymes
- Mocoa striata Buller, 1871
- Leiolopisma striatum (Buller, 1871)
- Leiolopisma latilineatum McCann, 1955

Statut de conservation UICN

 VU B1+2bcd : Vulnérable
Oligosoma striatum est une espèce de sauriens de la famille des Scincidae.

## Répartition
Cette espèce est endémique de l'île du Nord en Nouvelle-Zélande.

## Publication originale
- Buller, 1871 "1870" : A list of the lizards inhabiting New Zealand, with descriptions. Transactions and Proceedings of the New Zealand Institute, vol. 3, p. 4-11 (texte intégral).